# Multiplexado inverso para ATM
El multiplexado inverso para ATM, más conocido por sus siglas IMA (del inglés Inverse Multiplexing for ATM), es una tecnología usada para transportar tráfico ATM sobre un conjunto de líneas E1 o T1, al que se da el nombre de grupo IMA (en inglés IMA group). Esta tecnología permite un incremento gradual de la capacidad de transporte de tráfico, en aquellos casos en que usar una línea de alta capacidad (usando fibra óptica, por ejemplo) no es posible. Un grupo IMA puede estar constituido por un máximo de 32 cables, lo que permite un ancho de banda máximo de aproximadamente 64 Mbit/s.
La inserción de celdas ATM se realiza siguiendo un algoritmo round robin, y es un proceso transparente en los extremos del enlace. La funcionalidad IMA requiere cierta sobrecarga de tráfico (las celdas ICP, del inglés IMA Control Protocol, se envían a razón de una por cada marco IMA –generalmente 128 celdas–; y usando CTC, del inglés Common Transmit Clock, se requiere una celda ICP de relleno por cada 2048 celdas de ATM). También requiere una subcapa IMA en el nivel físico.